# جرابلس تحتاني
جرابلس تحتاني قرية سوريّة تتبع إداريّاً لمحافظة حلب منطقة جرابلس ناحية مركز جرابلس، يبلغ تعداد سكانها إلى 2,170 نسمة حسب التعداد السكاني التي قامت به السلطات السورية سنة 2004.